# Otto Winter-Hjelm

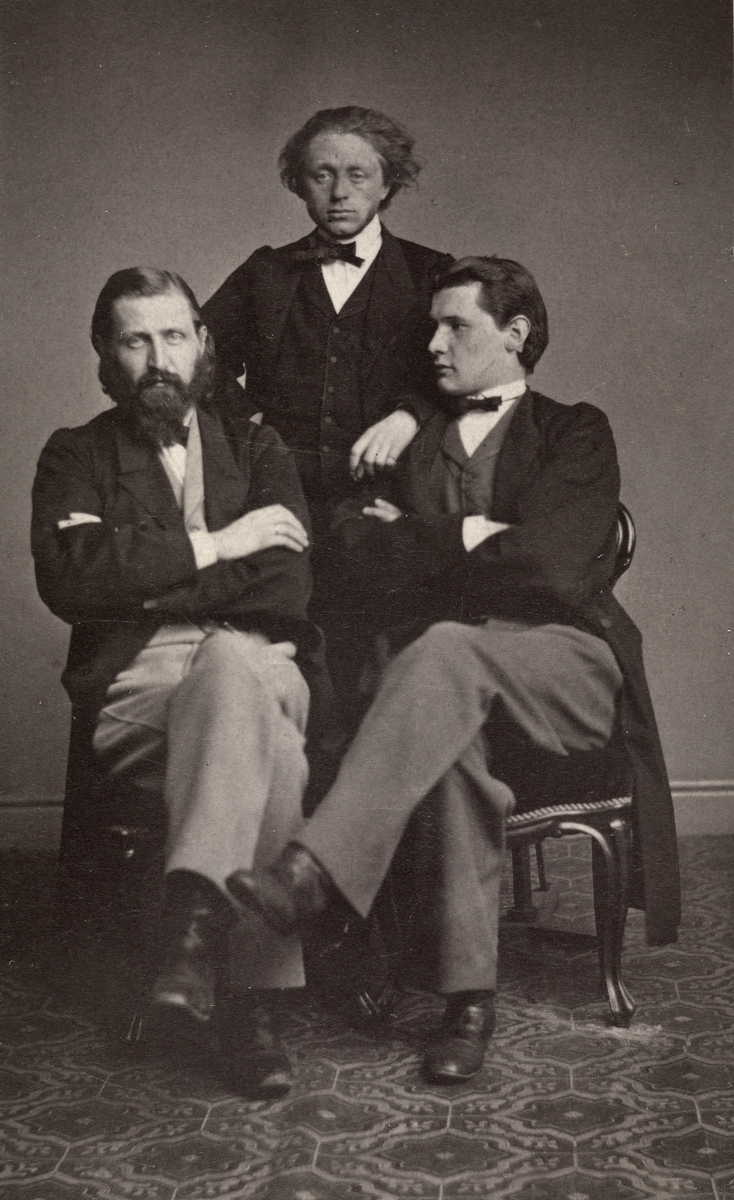

Otto Winter-Hjelm, född den 8 oktober 1837 i Kristiania, död den 3 maj 1931, var en norsk musiker, son till höjesteretsassessoren Claus Winter Hjelm, bror till Kristian Winterhjelm.
Winter-Hjelm blev student 1855, studerade musik vid konservatoriet i Leipzig och i Berlin hos Theodor Kullak och Richard Wüerst samt var 1874 -1917 organist vid Trefaldighetskyrkan i Kristiania, där han även verkade som pianolärare, konsertgivare och (1863-71) ledare av Filharmoniska sällskapet samt musikrecensent i "Aftenposten" sedan 1886. 
Som tonsättare gjorde han sig bemärkt genom två symfonier, piano- och orgelstycken, universitetskantaten Lyset (till Björnsons text) med flera kantater samt flera häften sånger, varjämte han arrangerade psalmer och folkmelodier samt utgavt 12 sangstudier, Orgelskole, 
Pianoforte-skole, Musikalsk realordbog (1880; 3:e upplagan 1907), Elementœr musiklœre (1888). Det Mendelssohn-Schumannska skedets kompositionsstil hade i Winter-Hjelm en trogen odlare.